# Journée internationale de la radiologie
La Journée internationale de la radiologie (en anglais : International Day of Radiology) est une journée internationale consacrée à la science et à la discipline de la radiologie. 
Elle est célébrée pour la première fois le 8 novembre 2012 sous l’initiative de la Société européenne de radiologie (en), la Société nord-américaine de radiologie (en) et l'American College of Radiology.

## Histoire
Le 8 novembre 1895, Wilhelm Röntgen découvrit les rayons X, posant ainsi les bases d’une nouvelle discipline médicale : la radiologie. En coopération avec la Société nord-américaine de radiologie (en) et l'American College of Radiology, la Société européenne de radiologie (en) a souhaité créer une journée annuelle pour commémorer cet évènement. 
La Journée internationale de la radiologie vise à sensibiliser le public aux bienfaits apportés par la radiologie. Cette journée succède à la Journée européenne de la radiologie (en), créée en 2011. La première et unique Journée européenne de la radiologie a été célébrée le 10 février 2011, date marquant l’anniversaire de la mort de Röntgen. La Journée européenne de la radiologie fut organisée par la société européenne de radiologie, qui coopère depuis avec la société nord-américaine de radiologie et le collège américain de radiologie pour établir la Journée internationale de la radiologie.